# Den Danske Brigade
La Den Danske Brigade (DDB ou Denforce) est, pendant la Seconde Guerre mondiale, une unité militaire composée de réfugiés danois.
Formée et approvisionnée par la Suède, la brigade a été créée pour aider à libérer le Danemark. En fin de compte, elle n'a été déployée dans le pays que le jour de la capitulation allemande et a été impliqué dans très peu de combats.

## Histoire

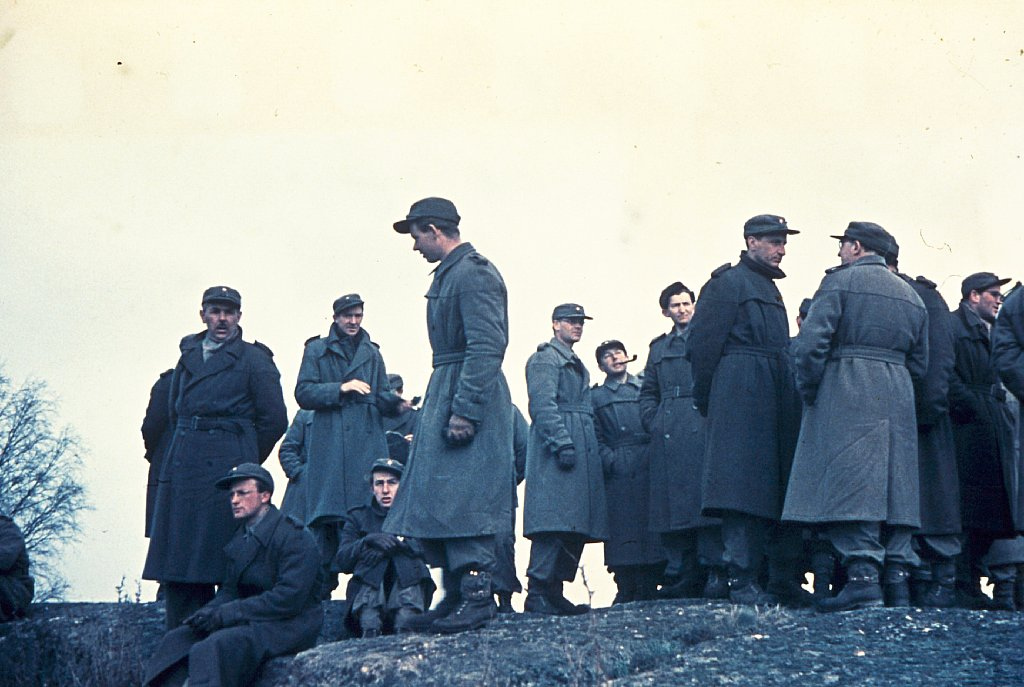
Soldats de la DDB en mars 1945

Le 9 avril 1940, le Danemark est envahi par l'Allemagne nazie et se rend rapidement. La plupart de l'armée danoise suit l'ordre de capitulation. Le colonel Helge Bennike, commandant du 4e régiment basé à Roskilde, croit que l'ordre de se rendre a été imposé au gouvernement par les Allemands et que la Suède a également été attaquée. Au lieu de se rendre, Bennike et son unité, montent à bord du ferry à Elseneur vers la Suède et s'exilent. Une fois le malentendu dissipé, la plupart des soldats danois restent en Suède tandis que d'autres retournent au Danemark.
À la suite du transit des troupes allemandes par la Suède, le Premier ministre Per Albin Hansson pousse à la formation et à l'équipement de 7 500 agents de police danoises. Il rencontre une opposition dans son cabinet, mais un plan est finalement convenu en décembre 1943.

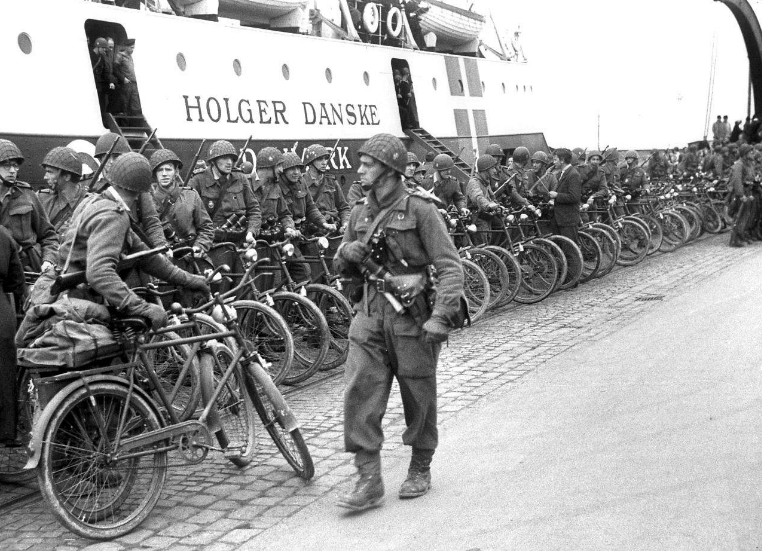
Arrivée de la DDB à Elseneur le 5 mai 1945

Le gouvernement suédois prête 25 millions de couronnes à la légation danoise pour financer la formation et l'armement de la brigade. L'inscription est volontaire. Les soldats danois de Roskilde forment le noyau de la nouvelle force. Près de 5 000 Danois, dont environ 750 Juifs qui ont fui le Danemark occupé, s'enrôlent. Les soldats danois sont équipés de longs fusils suédois Mauser m/96 et de baïonnettes.
À l'automne 1944, l'armée de l'air suédoise supervise la formation des pilotes danois à Såtenäs, qui sont ensuite organisés en un escadron équipé d'avions de reconnaissance de bombardiers Saab 17.
La flottille danoise est aussi formée avec des navires de la Marine royale danoise qui se sont échappés en Suède.
Le gouvernement suédois retarde le déploiement de la Brigade au Danemark afin de ne pas y compliquer la reddition des forces allemandes. La majeure partie de la force d'occupation allemande se rend sans incident le 5 mai aux troupes alliées. Cependant, trois soldats danois sont tués et 26 blessés par des tireurs d'élite et des embuscades, alors qu'ils marchaient vers Copenhague.

## Héritage
La plupart des officiers de la brigade ont été influencés par la doctrine militaire suédoise (basée sur la stratégie allemande) qu'ils ont apprise pendant leur exil et ont transféré leurs connaissances dans l'armée danoise restructurée après la guerre. À l'occasion de l'anniversaire de l'opération Safari en 1947, les vétérans de la brigade ont érigé un monument aux trois soldats tués lors de la libération près des archives provinciales de Zealand à Copenhague.